# Pseudowintera colorata
Pseudowintera colorata är en tvåhjärtbladig växtart som först beskrevs av Étienne Fiacre Louis Raoul och som fick sitt nu gällande namn av James Edgar Dandy.
Pseudowintera colorata ingår i släktet Pseudowintera och familjen Winteraceae. Inga underarter finns listade i Catalogue of Life.